# Vincetoxicum serpyllifolium
Vincetoxicum serpyllifolium là một loài thực vật có hoa trong họ La bố ma. Loài này được (Kunth) Kuntze miêu tả khoa học đầu tiên năm 1891.